# Temuka
Temuka est une localité située dans les Plaines de Canterbury, dans l’Île du Sud de la Nouvelle-Zélande.

## Situation
Elle est localisée à 15 kilomètres au nord de la ville d’Opihi  et sur le trajet de la rivière Temuka, au nord de la ville de Timaru et à 142 km au sud de la ville de Christchurch.

## Activité
L’activité est essentiellement agricole.
La ville de Temuka est localisée au centre d’une région riche d’élevages de moutons et de vaches laitières, pour qui elle joue le rôle d’une ville de service.
Un temps basée sur l’industrie de la laine et les installations de récurage, l’histoire de la ville est centrée sur l’existence d’une minoterie et la fabrication de matériel d’isolant électrique pour les  réseaux électriques, car Temuka est le siège de la “New Zealand Insulators” (NZI), un fournisseur majeur d’isolants pour les industries de l’énergie de Nouvelle-Zélande.
La ville de Temuka est le siège d’une importante compagnie de transport nommée “Temuka Transport”. Cette compagnie de location fonctionne à travers tout le sud de la région de Canterbury et possède environ 40 camions, qui sont utilisés pour le service dans la zone de « South Canterbury ».
Se trouve aussi localisé dans la ville de Temuka, la société « Homeware», qui produit de la vaisselle de table en céramique.
Actuellement, les items anciens et traditionnels bénéficient d'une augmentation de la demande de la part des collectionneurs et aussi d'une demande accrue pour l’industrie.
Dans Temuka, on trouve aussi des commerces, des supermarchés, de la vente à emporter, des magasins d’antiquité, des bureaux de fournitures de magasins, des galeries d’Art, et autres commerces.
Temuka abrite le “NZI's corporate Headquarters”, “South Island entrepots” et “Temuka factory”. 
Temuka est aussi le siège de la seule fabrique de “sacs à corne-muse” fabriquées en Nouvelle-Zélande, nommée “Gannaway New Zealand”, fabriquant ses sacs de cornemuse en peau de vache, de chèvre ou de mouton pour l’exportation dans le monde entier.

## Toponymie
Le nom de « Te umu kaha » (selon l’écriture initiale) signifie ‘fours durant long temps’ (long-lasting ovens). 
On trouve en effet des fours en terre que les Māori avaient l’habitude d’utiliser pour cuisiner à partir des nombreux arbres de type Cordyline australis ou « Cabbage tree ».

## Population
Avec une population de 4 047 personnes en 2013, c’est la seconde plus large ville du sud de la région de Canterbury.

## Culture
Le marae d'Arowhenua, est un marae (terrain de rencontre tribale) des Ngāi Tahu et de la branche des 'Te Rūnanga o Arowhenua', qui est localisé dans 'Temuka'. 
Il comprend : la wharenui (en), nommée 'Te Hapa o Niu Tireni' (la maison de rencontre).

## Gouvernance Locale
Temuka avait autrefois son propre Conseil mais depuis elle a été mise sous l’administration de TDC,  le Timaru District Council (en).
Récemment, le conseil s’est impliqué dans Temuka ; sous la forme d’un service de nettoyage de la voie navigable, du développement de l’un des chemins de randonnée existant, de nouveaux jardins, du re-développement du domaine local en y incorporant un Skatepark pour rejoindre les autres installations, qui comprenaient une piscine, un mini golf, un golf, un terrain de net-ball, un terrain de boules extérieur et des tennis.
Il y a aussi des terrains de rugby et de football, un stade, un parc de vacances et plus généralement en modernisant les plus importants services de la ville.

## Accès
On peut accéder à Temuka par la route nationale 1.
Temuka était autrefois une station d’arrêt de la ligne Main South Line (en) jusqu’à ce que le service des passagers fut arrêté mais elle permet néanmoins les manipulations pour les transports majeurs par cargos sur la rivière.
Presque tous le trafic allant du nord au sud de la région de Canterbury passe à travers ou au tour de Temuka. 

## Écoles
Temuka est le siège de trois écoles :deux école primaires et une école secondaire.
- L’école primaire de Temuka.
- L’école St. Joseph's de Temuka.
- Le Collège d’Opihi : était appelé initialement «Temuka High School » jusqu’en 2005 quand le nom fut modifié.

Cette école secondaire locale, ‘Opihi College’, tire son nom de la rivière Opihi.

## Résidents Notables
- Rachel Armitage (en) (1873–1955)), travailleur pour le bien être
- Ned Barry (en) (1905–1993), joueur de la “rugby union”
- John Lister (en) (né en 1947), joueur de golf professionnel
- Richard Pearse (en) (1877–1953), pionnier de l’aviation
- Jeremiah Twomey (en) (1847–1921), membre du “New Zealand Legislative Council”